# Казашки рејон
Казашки рејон (азер. Qazaxı rayonu), једна је од 78 административно-територијалних јединица Азербејџана. Налази се у западном делу земље, у пределу познатом као Ганџа-Казашки регион. Административни центар рејона се налази у граду Казаху. 
Казашки рејон обухвата површину од 700 km² и има 90.800 становника (подаци из 2011). 
Административно, рејон се даље дели у 22 мање општине.